# Alexander Archipenko
Alexander Porfyrovitsch Archipenko (Oekraïens: Олександр Порфирович Архипенко), ook bekend als: Olexandr, Oleksandr, Aleksandr of Alexander (Kiev, 30 mei 1887 - New York, 25 februari 1964) was een Oekraïens-Amerikaans avant-gardistisch kunstenaar, beeldhouwer en grafisch ontwerper.

## Zijn leven
Archipenko was de zoon van Porfiry Antonovitsj Archipenko en Poroskovja Vasilijevna Machowa Archipenko.

Van 1902 tot 1905 studeerde Archipenko schilder- en beeldhouwkunst aan de kunstacademie (de KKHU) in Kiev, gevolgd door een korte stage bij Sergej Svjatoslavsky (eveneens in Kiev). In 1906 verhuisde Archipenko naar Moskou, waar hij deelnam aan groepstentoonstellingen. In 1909 verhuisde hij naar Parijs. Hij schreef zich als student in aan de École des Beaux Arts, die hij na een paar weken alweer verliet, omdat hij de opleiding te academisch vond. Hij voltooide zijn opleiding door zelfstudie in musea, onder andere in het Musée du Louvre. Hij betrok een eigen studio in de Parijse wijk Montmartre en woonde van 1909 tot 1914 met andere Russische emigranten, zoals Vladimir Baranoff-Rossine, Sonia Delaunay-Terk en Nathan Altman, in de kunstenaarskolonie La Ruche. Ook ontmoette hij de kunstenaars Fernand Léger, Amedeo Modigliani en Guillaume Apollinaire.
In 1910 stelde Archipenko werk tentoon in de Salon des Indépendants XXVI (met 6 werken: 1 schilderij en 5 sculpturen) en de Salon d'automne samen met Alexandra Exter, Kazimir Malevich, Vadim Meller, Sonia Delaunay-Terk, naast werken van Pablo Picasso, Georges Braque en André Derain. Hij zou de Salons van 1911, 1912, 1913, 1914 en 1920 ook bijwonen. In 1912 sloot hij zich aan bij de kubistisch georiënteerde kunstenaarsgroepering Section d'Or, samen met onder anderen Marcel Duchamp, Albert Gleizes, Juan Gris, Francis Picabia en Jacques Villon. Eind 1912 had Archipenko (met Henri Le Fauconnier) zijn eerste tentoonstelling in Museum Folkwang in het Duitse Hagen. Van 1912 tot 1914 gaf hij les aan zijn eigen kunstacademie in Parijs. Archipenko maakte ook kennis met Pablo Picasso.
In 1913 werd Archipenko uitgenodigd voor de Armory Show in New York. Hij stelde 5 tekeningen en 4 sculpturen tentoon. Later in 1913 exposeerde hij nog in Galerie Der Sturm en tijdens de Erster Deutscher Herbstsalon in Berlijn. Vele internationale exposities zouden nog volgen in Praag, Halle, Rome, Brussel.
Bij het uitbreken van de Eerste Wereldoorlog vertrokken vele kunstenaars uit Parijs. Archipenko woonde tot 1918 in Château Valrose in Cimiez bij Nice. Omstreeks 1918 zou hij een relatie gehad hebben met de Belgische schilderes Marthe Donas. In 1920 nam hij deel aan de twaalfde biënnale van Venetië en de laatste kubistische groepsexpositie tijdens de Salon des Indépendants. Een tentoonstelling met de Section d'Or bracht hem in Genève, Brussel, Rome en (georganiseerd door Theo van Doesburg) in Rotterdam, Den Haag en Amsterdam.
In 1921 verhuisde Archipenko naar Berlijn, huwde de beeldhouwster Angelica Schmitz (die werkte onder de naam Gela Forster) en begon wederom een eigen kunstopleiding. In 1922 was hij met Naum Gabo en Antoine Pevsner deelnemer aan de Erste Russische Kunstausstellung bij Galerie van Diemen in Berlijn.
In 1923 emigreerden Angelica en Alexander naar de Verenigde Staten. Zij vestigden zich in New York, waar Archipenko een kunstopleiding opende. Hij gaf het jaar daarop les aan de zomeracademie van Woodstock, waar hij in 1929 een stuk land kocht. Archipenko verkreeg in 1929 de Amerikaanse nationaliteit. Hij exposeerde op vele plaatsen in de Verenigde Staten, verhuisde meerdere malen, doceerde aan verschillende opleidingsinstituten en belandde in 1937 in Chicago.
Op uitnodiging van László Moholy-Nagy ging hij doceren aan het New Bauhaus Chicago. Samen met Alexander Calder, Gaston Lachaise, en Fernand Léger exposeerde hij in de Katherine Kuh Gallery, gevolgd door een solo-expositie in dezelfde galerie. In 1938 opende Archipenko weer een eigen kunstopleiding, de Modern School of Fine Arts and Practical Design. In 1939 keerde het echtpaar Archipenko terug naar New York.
Angelica Archipenko stierf op 5 december 1957. In 1964 overleed Alexander Archipenko. Hij ligt begraven op Woodlawn Cemetery in Bronx County (New York).

## Beeldhouwwerken

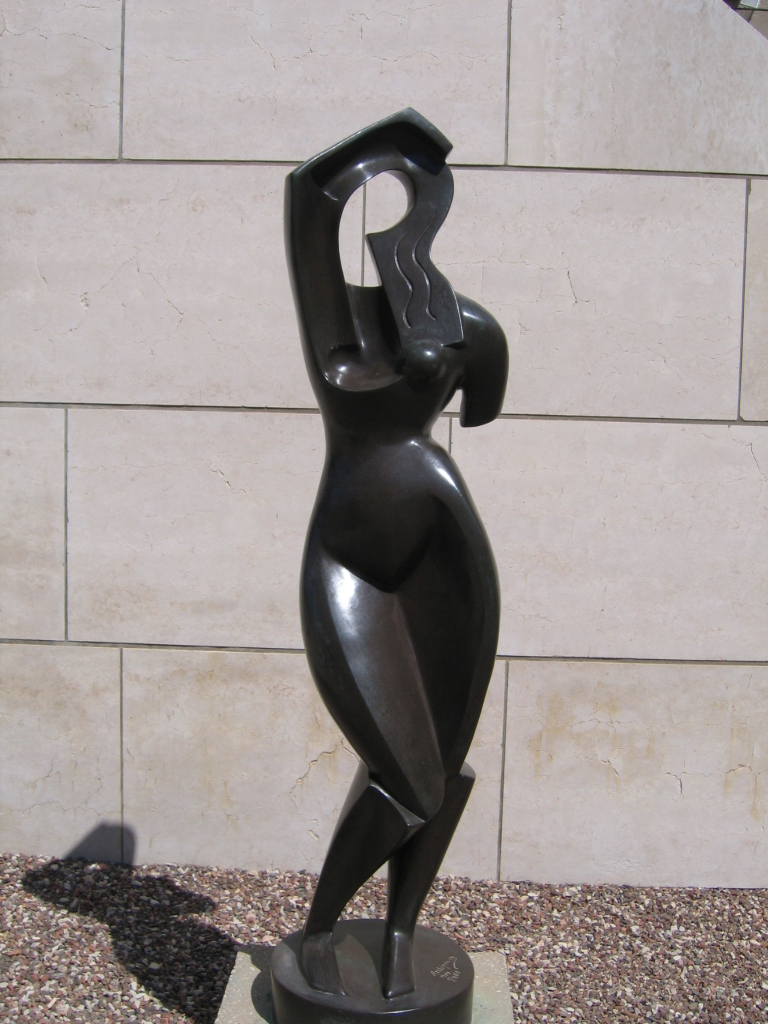
Haarkammende vrouw (1914) in Jeruzalem

- Sitzende Frau (Frau mit Tuch) - brons (1911), Lehmbruck-Museum in Duisburg
- De gondelier - brons (1914), Metropolitan Museum of Art in New York. Afgebeeld als bijlage XIV van De Stijl, 1e jaargang, nummer 10 (augustus 1918). Zie Digital Dada Library.
- Torse (Torso) (1914). Afgebeeld als Bijlage IV in De Stijl, 3e jaargang, nummer 2 (december 1919). Zie Digital Dada Library.
- Haarkammende vrouw (1914), Billy Rose Art Garden van het Israel Museum in Jeruzalem
- De kus (ca.1918) - Materiaal en verblijfplaats onbekend. Afgebeeld als afb. 29 in Theo van Doesburg (1919). Drie Voordrachten over de Nieuwe Beeldende Kunst. Amsterdam: Maatschappij voor Goede en Goedkoope Lectuur, p. 95. Zie Digital Dada Library.
- La Boxe (1914) - Materiaal en afmetingen onbekend. Afgebeeld als bijlage XII van De Stijl, 2e jaargang, nummer 6 (april 1919). Zie Digital Dada Library.
- Staand naakt (1921)[1]

## Tekeningen
- Figuur in beweging. 1913. Beschilder papier, krijt en potlood op papier. 47,6 × 31,4 cm. New York, Museum of Modern Art. Zie MoMA Online Collection.